# Рогатка (зброя)

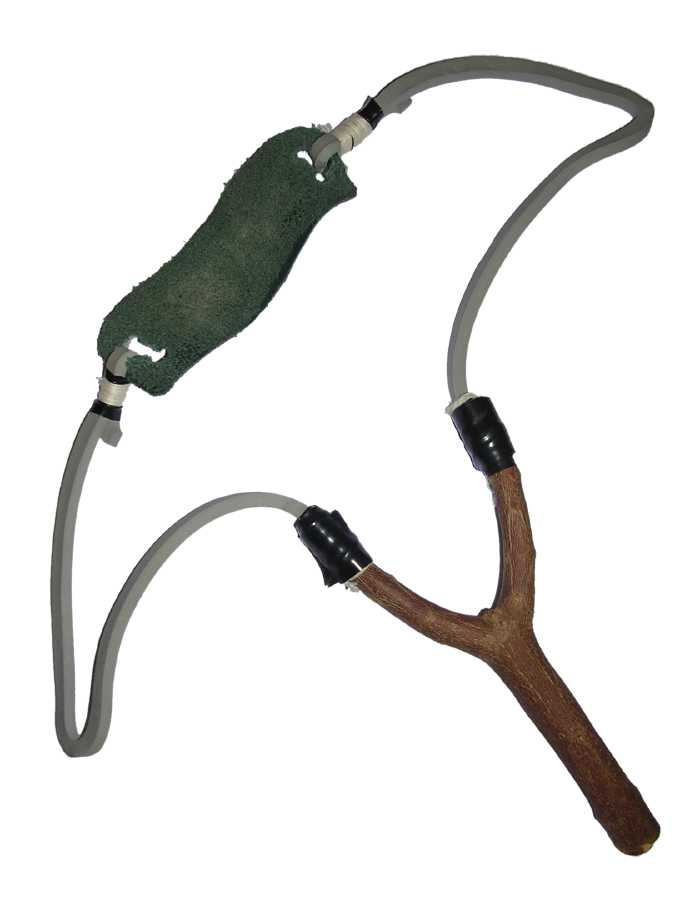
Типова рогатка

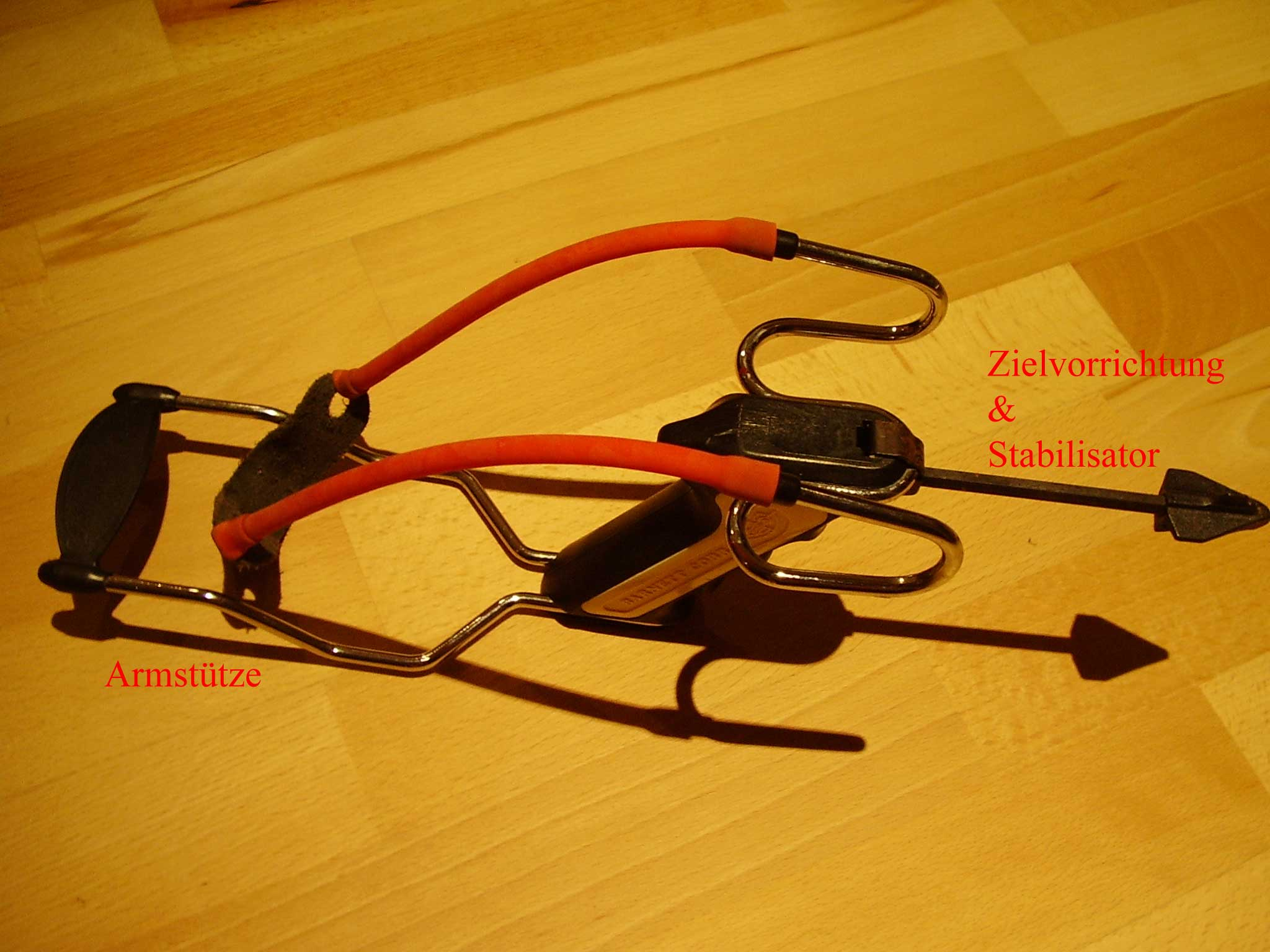
Сучасна рогатка

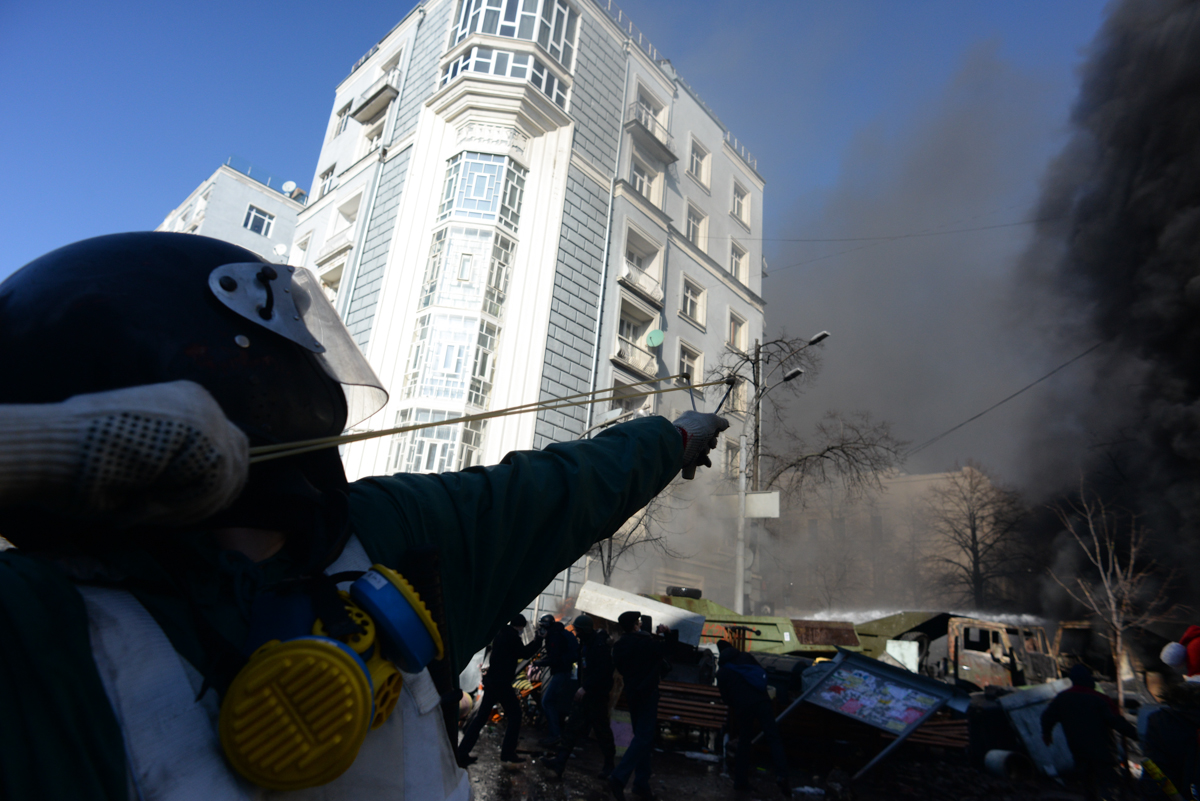
Протестувальник стріляє з рогатки під час сутичок 18 лютого в Києві

Рога́тка — метальна зброя, в якій прискорене тіло (снаряд) набуває кінетичної енергії за рахунок потенціальної енергії, запасеної в розтягнутому гумовому джгуті. Застосовується для розваги, для полювання, для метання різних предметів і іноді як зброя. Рогатки, що спеціально сконструйовані на підвищену потужність і використовують снаряд оптимальної форми та щільності, можуть служити небезпечною зброєю і завдавати серйозних поранень.

## Походження слова
Слово «рогатка» походить від «ріг» — у значенні «відросток», «гілка». Не пов'язане з «рогатина».

## Основні переваги
До основних якостей рогатки як метальної зброї відносяться:
- Досить висока швидкість метання (більше, ніж у пращі).
- Простота виготовлення, дешевизна.
- Компактність.
- Практична безшумність (лише легкий звук від гуми, що дуже важливо при полюванні).
- Доступність безкоштовних снарядів: камені округлої форми тощо.
- Не вимагає джерел енергії.
- Легко ремонтується.

## Конструкція рогатки
Рогатка — проста за своєю будовою зброя, проте, складається з декількох вузлів:
- Власне рогатка, або рогачок — служить для кріплення метальної джгута, утримання рогатки під час пострілу, прицілювання тощо.
- Метальний джгут, тятива або тяги — служить для накопичення потенціальної енергії під час розтягування джгута (натягування).
- Кожеток, сідло або п'ята — служить для захоплення, утримання снаряда перед і під час пострілу. Під час використання як снарядів металевих скоб може бути відсутнім.

Конструктори саморобних традиційних рогаток для виготовлення їх воліють натуральне дерево (бузина, горіх, черешня тощо). Для виготовлення рогатки вибирається молода жива гілка дерева, після чого майбутні «ріжки» рогатки зв'язуються мотузкою, і така гілка залишається «на виріст», з тим щоб через 2–3 місяці форма «ріжків» набула U-подібної форми.
Одним з найважливіших критеріїв для вибору гілки служить строго симетричне положення «ріжок» щодо ручки рогатки. Після спилювання заготовка рогатки ретельно очищається від кори і камбію, сушиться протягом тижня загорнута в ганчірку і потім обпалюється відкритим полум'ям. Отримана рогатка шліфується наждачним папером і приводиться до нормального розміру, критеріями якого є достатня товщина для захоплення рукою, відстань між «ріжками» близько 4-5 см, рівна висота вершин «ріжок». Але вибір матеріалу для цієї зброї не обмежується дерев'яними розвилками. Конструкція і матеріали для рогаток — це безмежний простір для творчості. Існують рогатки із сталевого пруту, з фрезерувального алюмінію, мініатюрні кишенькові рогатки, гнуті з дроту, випиляні із пластику, створені методом пап'є-маше, виточені з оленячого рогу і роги великої рогатої худоби тощо. Форма і конструкція теж залежить від винахідливості творця. Наприклад, для збільшення швидкості снаряда роги пристрою зміцнюють на виносі довжиною до 70-80 см, чим збільшують розтягнення гуми. Або, наприклад, за використання трубчастої гуми кріплення на рогах здійснюється посадкою цієї трубки на циліндричні наконечники, зорієнтовані в напрямку натягу. Проектуються рогатки, в конструкції яких застосовуються поліспастні прискорювачі, в яких енергія накопичується в кручений або газової пружині, а зусилля віддається через блоковий помножувач. Такі пристрої по складності наближаються до сучасних блокових луків, передають заряду енергію, яку можна порівняти з енергією арбалета, але зберігають саму суть рогатки — інтуїтивну стрілянину. Для збереження компактності пристрою використовуються конструктивні рішення, що дозволяють складати рогатку до мінімальних розмірів. Усе-таки головне в рогатці — це акумулятор енергії, тяги або джгути з пружного матеріалу. Важливо, щоб цей матеріал мав достатню здатність максимально швидко відновлювати початкові лінійні розміри. Протягом багатьох років популярним матеріалом для виготовлення джгутів рогаток був гумовий медичний бинт сірувато -жовтого кольору з високо якісного поліізопрену, який до недавнього минулого можна було купити в аптеках. Як джгут легкої рогатки використовували смужку шириною 1,8-2,55 см і довжиною близько 23-25 см, вирізану з цього бинта. Під час конструювання рогатки для метання важчих снарядів як джгут використовували дві таких смужки (в 2 шари). Джгут кріпився не ниткою, бо нитка ріже джгут, а тонкими гумовими смужками (шириною 3-5 мм), так званими «шлейками». Задні кінці джгута кріпилися до шматка видубленої шкіри, що має 2 отвори для кріплення джгута (кожетка). Придатна шкіра зі старого ременя тощо. Кожеток зазвичай має такі розміри: довжина ~ 7 см, ширина ~ 25-30 мм, товщина ~ 2 мм, велика товщина шкіри не рекомендується, оскільки менш еластична.
На сьогодні найпридатнішим матеріалом є натуральний латекс (листовий або трубчастий). Тяги з такого матеріалу, сформовані «методом обливання», при якому молекули розташовуються уздовж напрямку натягу, служать досить довго і мають найвищі показники за швидкістю скорочення. Практика показує, що товщина тяг у найшвидших рогатка має бути не однаковою за довжиною. Найкращі виробники гуми для спортивних і мисливських рогаток роблять свої трубчасті тяги конічними, звуженими до кожетку або клиноподібними, якщо мова йде про листовий латекс. В Україні джерелом доступного латексу є аптечні катетери Пеццера (номери від 20 до 28). Це практично готові тяги для рогатки, до того ж мають конічне звуження. Латекс — матеріал натуральний, поступово руйнується під впливом ультрафіолету. Тому його потрібно зберігати в упакованому вигляді в темному, сухому та прохолодному місці. Для досягнення навичок стрільби, достатніх для впевненого полювання, потрібні регулярні тривалі тренування. Як і стрільба з традиційного лука, стрільба з класичної рогатки є інтуїтивною, тому наявні прицільні пристосування в її конструкції мають в основному декоративний характер. Виняток становлять рогатки, конструкції яких базуються на шарнірних рамках, що обертаються в двох площинах і самі позиціонуються за вектором натягу. На них зміцнюється приціл або навіть лазерний вказівник цілей. Але прицільний постріл з такого пристрою обмежений вузьким діапазоном пристріляної дистанції. Траєкторія кулі не є такою сталою, щоб відмовитися від значних поправок, заснованих на інтуїції і досвіді стрільця. Саме тому рогатка пройшла шлях, аналогічний шляху лука. Як на основі лука з'явився арбалет, так на основі рогатки були розроблені шнеппери, що мають ложу і приклад для зручної стрільби.

## Знаряддя
Зручність рогатки як стрілецької зброї полягає в тому, що снаряди, використовувані в ній, цілком доступні і безкоштовні, оскільки часом являють собою всього лише камені, форма і розміри яких вибираються стрільцем з особистих міркувань і конструкції самої рогатки. Для підвищення дальності стрільби, точності та різкого збільшення забійної сили стрільці часто використовують металеві снаряди: сталеві підшипникові кулі, кулі для кульових млинів, свинцеву картеч, круглі кулі, рубаний свинець, а також скло, яйця, лошат — рубаний на 6–9-міліметрові відрізки свинцевий або стальний прутик діаметром 5–7 мм, дужки  (зігнуті шматочки товстого дроту), гайки. У більшості випадків стрілець надає перевагу найщільнішому матеріалу снаряда й формі, найближчій до сферичної. Крім того, існує тип рогаток, що стріляють стрілами чи дротиками. Потужні рогатки, в яких використовуються свинцеві кульки масою від 2 до 7 г, дозволяють закинути їх на 350—400 м з середньою швидкістю 100—120 м/с і вести прицільне та точне метання на відстань до 40 м. Параметри точності цілком залежать від наявності хорошого зору стрільця, конструкції рогатки, наявності бічного вітру, форми й щільності снаряда та вміння стрільця користуватися рогаткою. Вбивча сила рогаток змінюється в широких межах і залежить як від конструкції рогатки й типу застосовуваного снаряда, так і від фізичної сили стрільця, та легко регулюється ступенем натягу метального джгута. У цілому, енергія, що передається снарядові, невелика й рідко перевищує 25 джоулів (що, однак, порівнювано з потужними пневматичними гвинтівками). Цього достатньо для враження дрібної тварини, пробивання тонкої (0,2–0,5 мм) сталевої бляхи , 3–4 міліметрової багатошарової фанери. Велика тварина, наприклад, собака або людина можуть бути серйозно травмовані чи навіть убиті ударом снаряда, випущеного з рогатки. Теоретично, рогатка може бути сконструйована таким чином, що в її конструкції буде реалізована максимальна енергія, що забезпечується мускульною силою людини, і не поступатися енергії пострілу з лука. Особливу роль у цьому відіграє щільність і форма снаряда, тобто він повинен бути металевим і мати обтічну форму, подібно кулі вогнепальної зброї. В даний час випускаються рогатки, здатні розвинути потужність до 40 Дж за рахунок використання плечового упору і противаги, так само є саморобні рогатки, здатні розвивати енергію пострілу 100 Дж (світовий рекорд 272 Дж). Подібні рогатки були заборонені в Німеччині, оскільки під час заворушень вони показали достатню потужність, щоб пробити шолом.

## Застосування
- Спортивна та розважальна стрільба.

Використовуються дітьми для розваг (стрільба на влучність по консервних банках, порожніх пляшках, особливо скляних), для гри в пейнтбол з рогатками, оскільки для гри в такий пейнтбол не потрібне дороге спорядження, а витрата снарядів у десятки разів менша. Існують національні асоціації, міські клуби, інтернет-клуби, проводяться змагання зі стрільби із спортивної рогатки.
- Природокористування.

Полювання на дрібних птахів і тварин. Збивання плодів з дерева. Рогатками користуються спортсмени-рибалки для точної доставки прикормлення в місце закидання вудки або спінінга. Мисливські та спортивні рогатки, що серійно випускаються різними фірмами, користуються значним попитом у початківців-стрільців і стрільців зі стажем. Прикладом фірм-виробників рогаток є TRUMARK, Crosman, Barnett, Saunders Archery, Maksman, Daisy, Megaline тощо.
- Зв'язок.

Метання поштових чи сигнальних снарядів (листи, кіноплівка тощо).
- Зброя.

Як підручна зброя під час масових заворушень, також для метання запальних снарядів і вибухових пакетів на невеликі відстані. Відомо, що наприкінці XIX-го століття існували рогаточні загони, які стріляли тріскачками, щоб імітували звуки кулемета, про що свідчить експонат одного з ризьких музеїв і снаряд до нього. Рогатка використовується для захисту у випадках, коли застосування вогнепальної зброї з якихось причин неможливе (приклад — стрільба гайками з рогаток російськими моряками в разі нападу піратів).
- Злочинність.

Рогатки зрідка застосовуються для розкрадання благородних металів і каменів на закритих копальнях, збагачувальних фабриках і афінажних заводах. Злочинці використовують рогатки для метання дрібних золотих, платинових зливків і смарагдів, алмазів за територію режимного об'єкта, що охороняється, з метою подальшого збирання викрадених цінностей в місцях їх падіння. Оскільки дальність польоту зливків і дорогоцінних каменів заздалегідь вивіряється, то з великою точністю відомо, де шукати викрадені предмети.

## Цікаві факти
- Англійська назва цього приладу slingshot дала найменування одному з видів купальників — слінг-бікіні.